# Gears of War 4
Gears of War 4 – taktyczna gra third-person shooter stworzona przez The Coalition i wydana przez Microsoft Game Studios na systemy Windows oraz konsolę Xbox One. Jest to czwarta główna odsłona serii Gears of War i pierwsza główna odsłona, która nie została opracowana przez Epic Games. Gra została wydana na całym świecie 11 października 2016 roku.
Gra była pierwszą od czasów oryginału grą z serii Gears of War wydaną na system Windows.

## Produkcja
Pierwotnie Gears of War 4 było rozwijane przez Epic, a jedynie wybrane aspekty pracy zostały przekazane do wykonania The Coalition. Po sześciu miesiącach pracy nad grą Epic Games zdecydowało się sprzedać franczyzę Microsoftowi, który 27 stycznia 2014 roku ogłosił, że kupił prawa do franczyzy, a nową grę na konsolę Xbox One opracuje Black Tusk Studios, wewnętrzne studio, które później przemianowano na The Coalition. Do Microsoftu dołączył Rod Fergusson, były dyrektor produkcji w Epic Games odpowiedzialny za franczyzę Gears of War, który pełnił kluczową rolę w kierownictwie studia The Coalition, odpowiadając za dalszy rozwój franczyzy.
1 kwietnia 2015 roku The Coalition potwierdziło, że Gears of War 4 nie zostanie wydane na konsolę Xbox 360, a jedynie na konsolę Xbox One.
Gra została po raz pierwszy zaprezentowana na Electronic Entertainment Expo 2015 podczas konferencji prasowej Microsoftu.
Komponenty wieloosobowe gry zostały współtworzone przez Splash Damage, które opracowało również komponenty wieloosobowe Gears of War: Ultimate Edition. Wersja beta trybu wieloosobowego została wydana 25 kwietnia 2016 roku,. jednak osoby, które zakupiły Ultimate Edition, otrzymały wczesny dostęp do wersji beta od 18 kwietnia 2016. Kampania obsługuje lokalną i internetową kooperację dwóch graczy. Gears of War 4 była pierwszą grą, która wykorzystała technologię SGX opracowaną przez Speech Graphics do automatycznej animacji dialogów rozgrywki.
W kwietniu 2016 Microsoft zapowiedział premierę gry na 11 października 2016 roku.
W sierpniu 2016 roku Ramin Djawadi potwierdził, że będzie zaangażowany jako główny twórca ścieżki dźwiękowej Gear of War 4.

## Odbiór
Według agregatora recenzji Metacritic, gra Gears of War 4 otrzymała „ogólnie pozytywne” recenzje.

### Sprzedaż
W październiku 2016 w Wielkiej Brytanii po tygodniu od premiery Gears of War 4 było drugim pod względem sprzedaży tytułem, ustępując jedynie grze FIFA 17. W Stanach Zjednoczonych była trzecią pod względem sprzedaży grą w październiku 2016, za Battlefield 1 i Mafią III.

### Nagrody
| Rok  | Nagroda                           | Kategoria                                                   | Wynik     | Przypis |
| ---- | --------------------------------- | ----------------------------------------------------------- | --------- | ------- |
| 2016 | The Game Awards 2016              | Najlepsza gra akcji                                         | Nominacja | [ 28 ]  |
| 2016 | The Game Awards 2016              | Najlepsza gra multiplayer                                   | Nominacja | [ 28 ]  |
| 2017 | 15. edycja Visual Effects Society | Wyjątkowe efekty wizualne w projekcie w czasie rzeczywistym | Nominacja | [ 29 ]  |
| 2017 | 20. edycja Annual D.I.C.E. Awards | Gra roku w kategorii gra akcji                              | Nominacja | [ 30 ]  |